# Stygobionta
Als Stygobionta (auch: Stygobionte, Stygobite) bezeichnet man Lebewesen, die bevorzugt oder ausschließlich im Grundwasser leben, die sich also auf den Biotop (Lebensraum) des Stygal spezialisiert und daran angepasst haben.

## Terminologie
Der Lebensraum Grundwasser wird mit dem Fachausdruck Stygal bezeichnet, seine Lebensgemeinschaft als Stygon. Die dort lebenden Organismen bezeichnet man nach dem Grad ihrer Spezialisierung als Stygobionte (auf diesen Lebensraum spezialisiert, nur ausnahmsweise andernorts vorkommend), Stygophile (bevorzugt im Grundwasser, aber auch in anderen aquatischen Lebensräumen vorkommend) und Stygoxene (auf andere Gewässertypen spezialisiert, nur ausnahmsweise im Grundwasser). Davon abgegrenzt werden Organismen, die spezifisch in Höhlen-Gewässern leben, Troglobios genannt (vgl. Artikel: Höhlentier), sie werden entsprechend in Troglobionte, Troglophile und Trogloxene eingeteilt.
Im Lückensystem unter der Gewässersohle von Oberflächengewässern, insbesondere Fließgewässern, wird eine eigene Zone, genannt Hyporheisches Interstitial, abgetrennt. Deren Fauna ist völlig verschieden von der des Grundwassers und steht eher im Zusammenhang mit dem Oberflächengewässer.

## Besiedlungsspektrum
Wichtige Eigenschaften des Grundwassers als Lebensraum sind: Nährstoffarmut (Oligotrophie), Sauerstoffknappheit, bis zur Anaerobie, hohe Konstanz und Gleichförmigkeit der Umweltbedingungen, zum Beispiel kaum schwankende Temperaturen auch im Jahresgang (kein Unterschied zwischen Sommer und Winter). Außerdem ist das Porenvolumen und damit der besiedelbare Raum, meist stark beschränkt.
Wichtigste Organismengruppe des Grundwassers sind die Prokaryoten. Ihre Nahrungsbasis sind überwiegend mit dem Sickerwasser eingetragene organische Stoffe, ein nicht unwesentlicher Anteil sind aber lithotrophe und chemotrophe Arten, in tieferen Schichten zum Beispiel Methanogene und Acetogene, die mit geogen (z. B. vulkanisch) produziertem Kohlendioxid und Wasserstoff auskommen; diese können Tiefen von über fünf Kilometern in der Erdkruste erreichen. Aufgrund der verbreiteten Sauerstoffarmut spielen anaerobe Wege wie Nitratatmung, Schwefelatmung und Eisenatmung (Reduktion von dreiwertigen zu zweiwertigen Eisen-Ionen) eine wichtige Rolle. Die Prokaryoten des Grundwassers leben weit überwiegend nicht frei schwimmend, sondern sind an Oberflächen angeheftet. Die Artendiversität des Grundwassers gilt als hoch, ist aber kaum erforscht, weil sich weniger als ein Prozent der Arten auf konventionellen Nährmedien vermehren lassen. Die Zelldichte liegt zwischen 1.000 und 100 Millionen Zellen pro Kubikzentimeter. Wichtige Besiedler sind Proteobacteria, Acidobacteria, Bacteroidetes, Chloroflexi, Firmicutes, Nitrospira, Planctomycetes, Spirochaetes, Verrucomicrobia. Ob es allerdings spezialisierte, stygobionte Bakterienarten gibt, ist derzeit noch unklar.
Pilze spielen im Grundwasser eine vergleichsweise geringe Rolle. Typische Vertreter sind Ascomycota, Zygomycota, Oomycota, einige Basidiomycota wie Rhizomorpha subterranea. Auch Protozoen sind vor allem in belastetem Grundwasser häufiger, ihre Dichte überschreitet normalerweise nicht 100 Zellen pro Gramm Aquifer-Material. Die Protozoen des Grundwassers sind bisher kaum erforscht. Es überwiegen Flagellaten, häufiger sind nach den bisherigen Untersuchungen Bodonida, Cercomonadida, Chrysomonaden, Cryptomonaden, Mastigamoebaea.

### Grundwassertiere
siehe auch Grundwassertiere
In Europa kommen mehr als 1220 Arten stygobionter und stygophiler Tierarten vor (unter Einschluss der aquatischen Höhlenfauna). Stygobionta zeigen bemerkenswerte morphologische und physiologische Eigenarten, verglichen mit Lebewesen im Oberflächenwasser, die eine Anpassung an das spezielle Biotop darstellen.
Besonders auffällig dabei ist
1. die fehlende Pigmentierung
2. das Fehlen von Augen und Reduktion von längeren Körperanhängen.

Typische Stygobionte sind klein, oft weniger als ein Millimeter Körperlänge und mehr oder weniger wurmförmig (Stemmschlängler). Die meisten können verminderten Sauerstoffgehalt tolerieren, allerdings keine Anaerobie. Viele zeigen dauernde Ventilationsbewegungen, um mit der Wasserströmung Sauerstoff zuzuführen. Ihre Ortsveränderung, z. B. durch Schwimmbewegungen, ist allerdings gering. Trotz der fehlenden Augen besitzen die meisten einen Lichtsinn, wobei sie Licht aktiv meiden (photophob).
Der Metabolismus der Stygobionten arbeitet vor allem aufgrund der Nahrungsarmut des Grundwassers und der oft niedrigen Temperaturen auf einem im Vergleich zu verwandten Oberflächenbewohnern niedrigen Niveau. Typisch sind langsames Wachstum, verzögerte Entwicklungsstadien, aber dabei Langlebigkeit. Obwohl die Reproduktionsrate geringer ist als die von im Oberflächenwasser lebenden Organismen, ist aufgrund der langen Lebens- und damit auch Reproduktionsspanne die Nachkommenzahl pro Individuum fast identisch. Es wird angenommen, dass die recht ungünstigen, dabei aber vollkommen gleichförmigen und vorhersagbaren Umweltbedingungen einen Selektionsdruck in Richtung Langlebigkeit bei geringer Stoffwechselrate erzeugt, dies wurde als „A-Strategie“ (engl. adversity selection) umschrieben. Grundwassertiere sind sehr oft phylogenetisch alte Entwicklungslinien. Dabei ist ihre Ausbreitungsgeschwindigkeit gering: Nordeuropa und Nordamerika sind aufgrund der Artenverluste durch die Eiszeiten bis heute recht artenarm besiedelt. Es gibt aquatische Arten, von denen sowohl stygobionte wie Oberflächengewässer besiedelnde Populationen bekannt sind, beispielsweise Asellus aquaticus und Gammarus pulex.

### Gruppen stygobionter Tiere
Unter den Stygobionten sind Krebstiere die bedeutendsten Vertreter. Mehr als die Hälfte der beschriebenen Arten gehört zu diesem Unterstamm. Zahlenmäßig ragen die Copepoda und die Amphipoda mit vielen Stygobionten heraus. Bei den stygobionten Amphipoda fällt die große Artenvielfalt auf, mit mehr als hundert Stygobionten in manchen Gattungen wie Stygobromus und Niphargus. Typische europäische Stygobionte sind auch die Gattungen Bathynella (Bathynellacea) und Thermosbaena (Thermosbaenacea), außerhalb Europas gibt es zahlreiche weitere, wie die nur auf der Südhalbkugel lebenden Spelaeogriphacea. Bei diesen Gruppen wird direkte Einwanderung aus dem Meer angenommen.
Weitere taxonomische Gruppen mit Stygobionten sind die Planarien, Schnecken, Nematoden, Wassermilben (Hydracarina). Echte stygobionte Wirbeltiere wie Fische und Amphibien gibt es nicht, sie finden sich ausschließlich in Höhlengewässern oder den ähnlichen und meist mit ihnen im Zusammenhang stehenden Karstgewässern.

## Bedrohung
Stygobionte Arten werden heute durch anthropogene Eingriffe in ihren Lebensraum beeinträchtigt. Wesentliche Beeinträchtigunggspfade sind etwa Grundwassernutzung (Abpumpen) und Grundwasserverschmutzung. Eine wichtige Rolle spielen Verminderung des Sauerstoffgehalts durch erhöhte Biomasse-Einschwemmung und Verstopfung (Kolmation) des Lückensystems durch eingeschwemmtes feinkörniges Material. Die Auswirkungen sind im Einzelnen kaum bekannt und werden bei der Nutzung oft noch ignoriert. Aufgrund ihrer Lebensweise sind Stygobionte besonders empfindlich gegenüber Lebensraumveränderungen aller Art und sind nach Störungen kaum imstande, die frühere Besiedlung wiederherzustellen.